# Sebastiaankerk (Bierum)
De Sebastiaankerk is een romanogotisch kerkgebouw in het dorp Bierum in de Nederlandse gemeente Eemsdelta. De kerk staat op een wierde en werd gebouwd in de 13e en 14e eeuw.

## Beschrijving
De kerk valt op door de grote steunbeer, die tegen de torenwand is gebouwd om verzakking te voorkomen. De Sebastiaankerk bezit als enige kerk in Groningen een compleet (gereduceerd) westwerk. Compleet wil in dit verband zeggen dat de toren met zijn zijvleugels een afzonderlijk bouwelement vormt waarvan de zijmuren aansluiten op het schip. Op de verdieping bevindt zich een kapel.
De kerk valt volgens Plas&Plas in de overgangsperiode van romaans naar romanogotisch, waarbij de buitenkant vooral romaans is en het interieur romanogotisch.
In de kerk zijn enkele opvallende schilderingen te zien, onder meer:
- Sebastiaan, de beschermheilige van de kerk is afgebeeld in ridderuitmonstering met een pijl in zijn rechterhand.
- Links naast Sebastiaan staat ofwel paus Gregorius de Grote of Paus Fabianus met in zijn rechterhand een boek en in zijn linkerhand een staf. Waarschijnlijk is het Fabianus, aangezien hij wordt omringd door een kruis, een boek en een duif. Het wordt ook voor mogelijk gehouden dat niet Sebastiaan, maar Fabianus de patroon van de kerk was
- In het koor is een afbeelding te zien van de heilige Catharina met folterrad, de tronende Christus (Majestas Domini) en Maria met Christuskind (van links naar rechts).

In het interieur bevindt zich een doopvont van Bentheimer zandsteen uit de 13e eeuw, die oorspronkelijk in de later afgebroken kerk van Toornwerd stond. De preekstoel dateert uit 1650 en werd na aanpassingen in 1950 in het koor geplaatst. De beide herenbanken dateren uit de 18e eeuw. Een van de herenbanken draagt de wapens van de bewoners van de borg Luinga. Een piscina is nog compleet aanwezig. De kerk is in het bezit van twee rouwborden. Het grootste rouwbord - voor Warmolt van Maneil (†1765) - hangt aan de noordwand.
Het kerkorgel is in 1792 vervaardigd door de orgelbouwers Heinrich Hermann Freytag en Frans Casper Snitger. Het werd geschonken door baron C. van Maneil en zijn vrouw J.P. Alberda van Bloemersma, bewoners van de borg Luinga die tot 1825 vlak achter de kerk stond. Het orgel werd na de Tweede Wereldoorlog gerestaureerd door Mense Ruiter.
De kerk, die in de Tweede Wereldoorlog veel te lijden had onder het oorlogsgeweld, is in de jaren na de bevrijding gerestaureerd. De kerk is erkend als een rijksmonument.

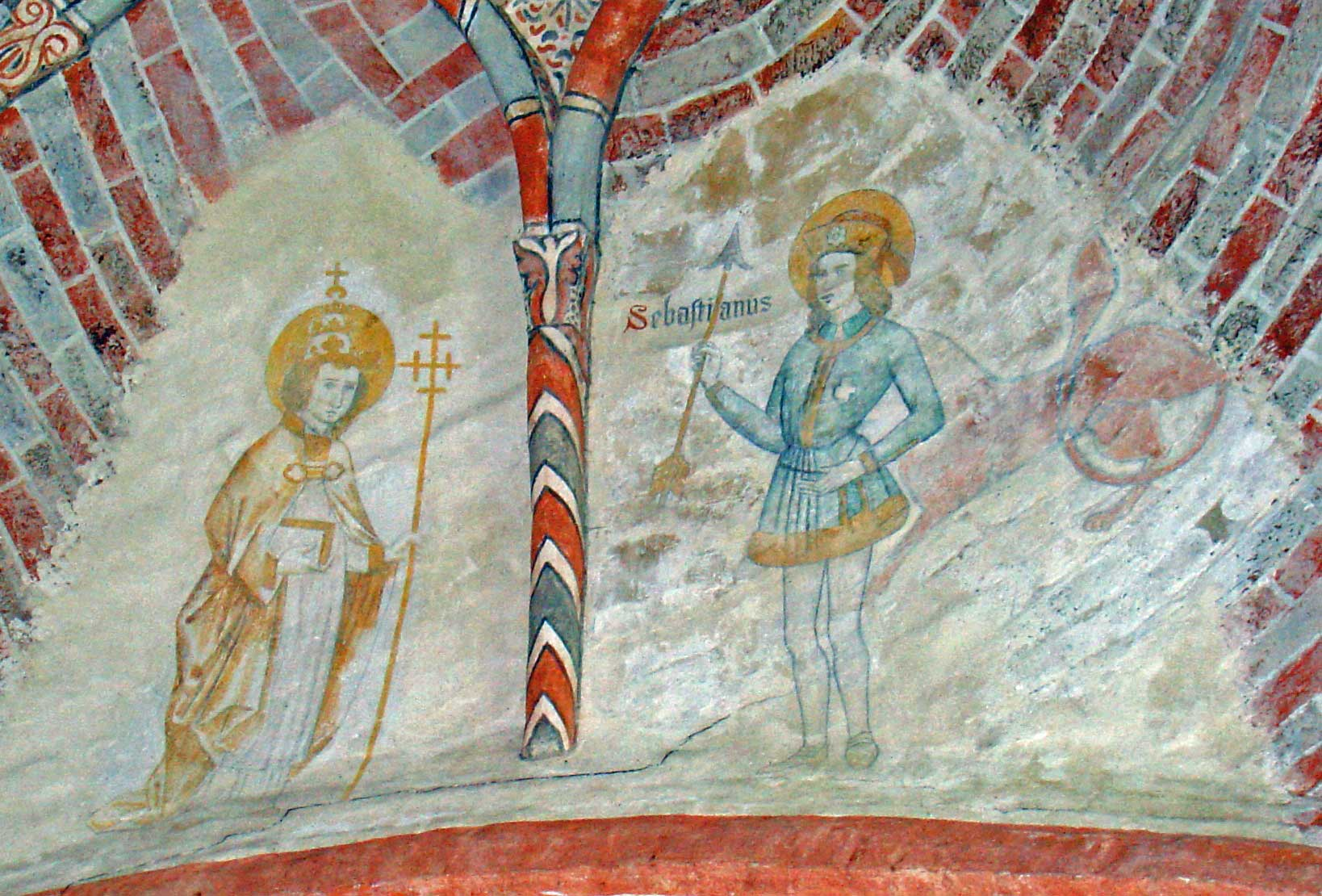
Links Gregorius de Grote en rechts de heilige Sebastiaan
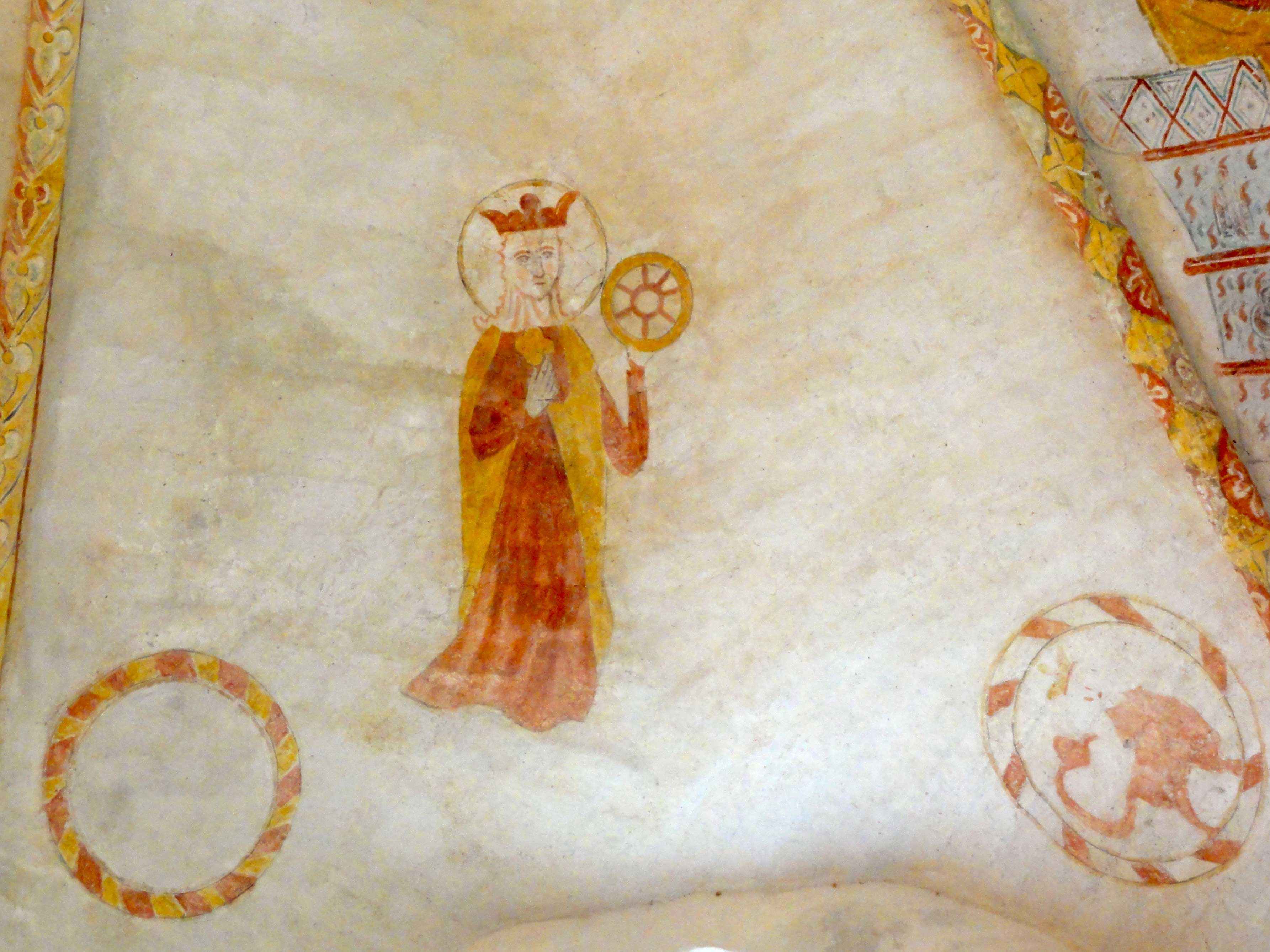
Catharina van Alexandrie
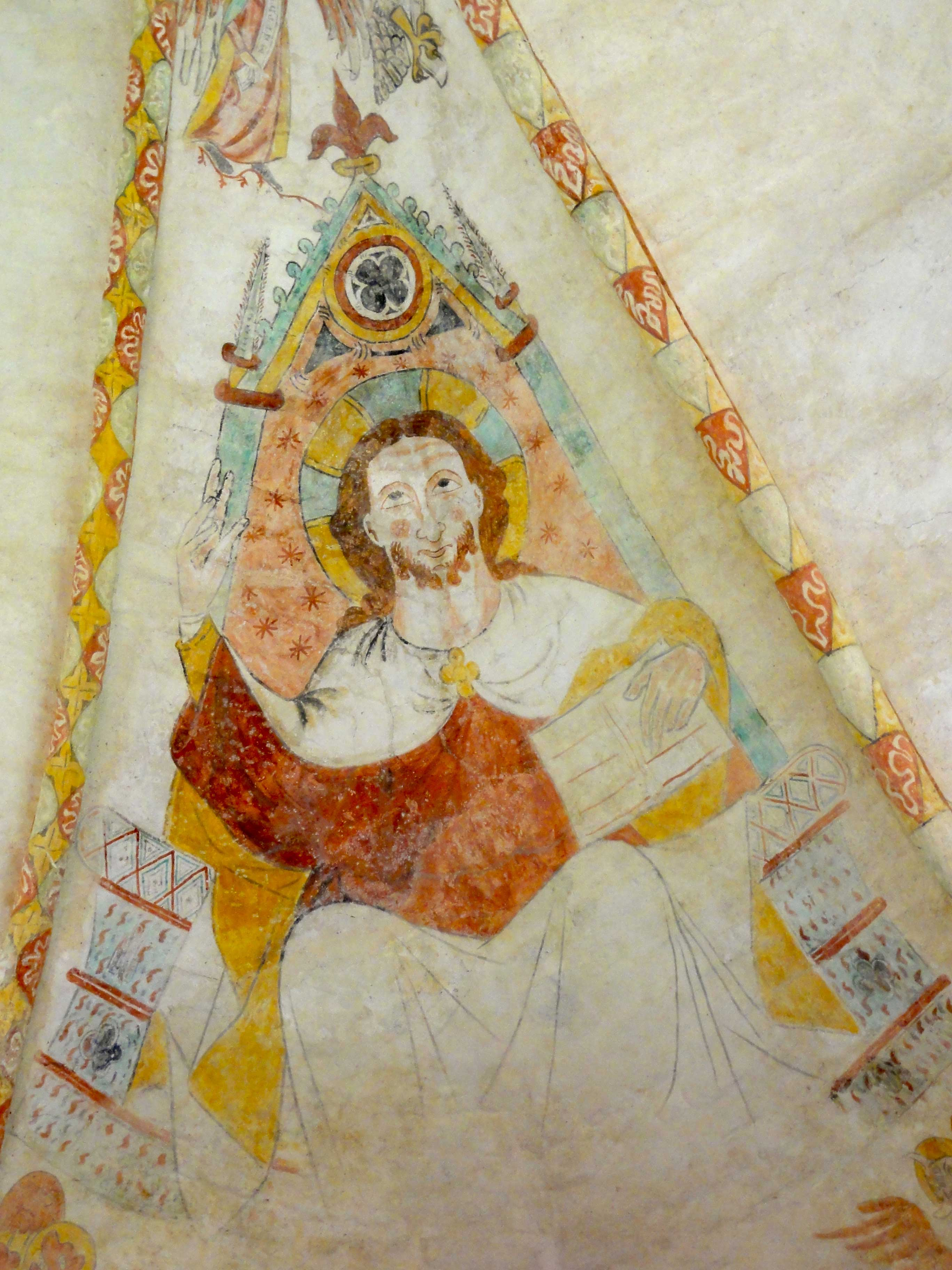
Tronende Christus
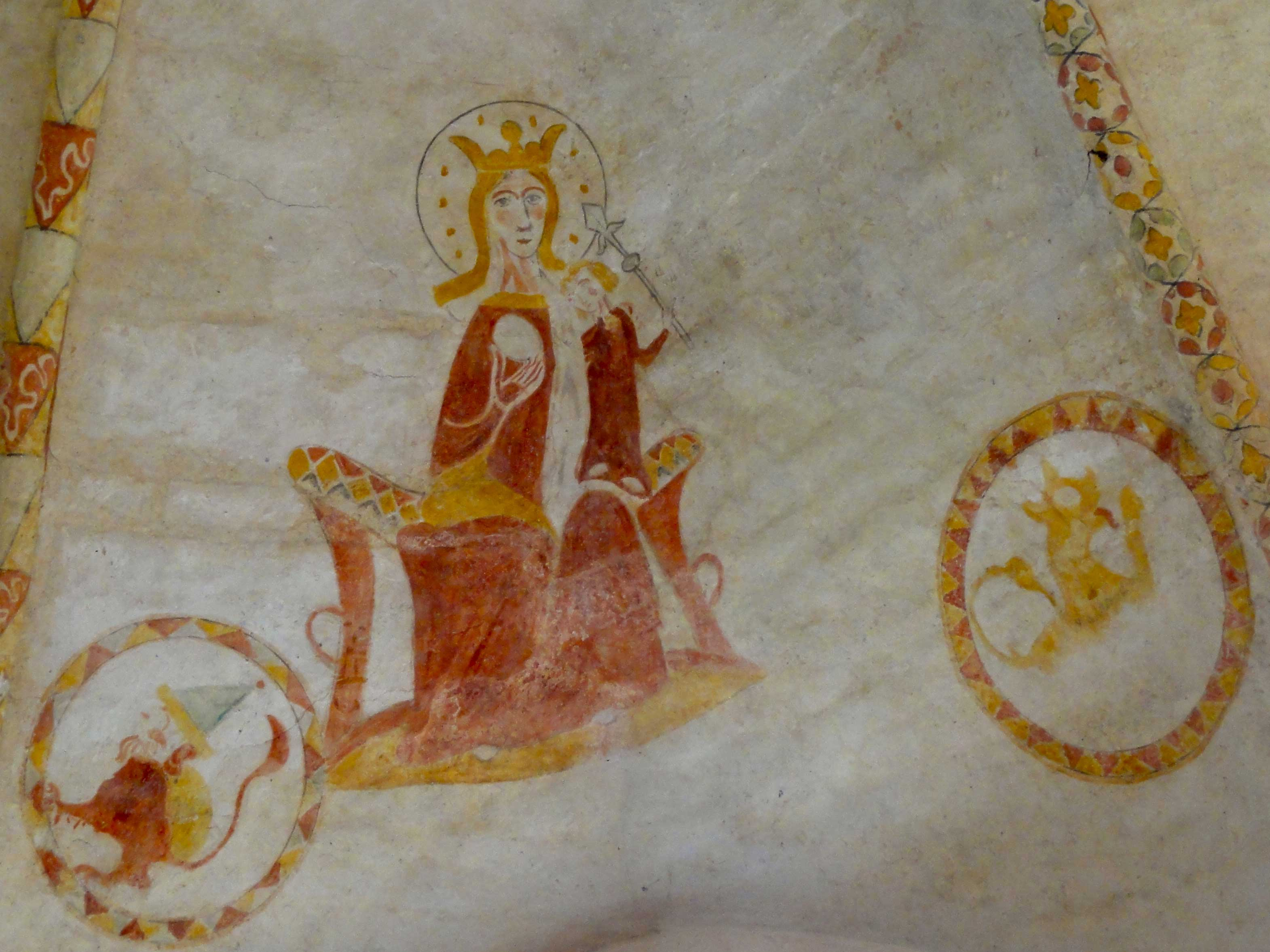
Maria met kind
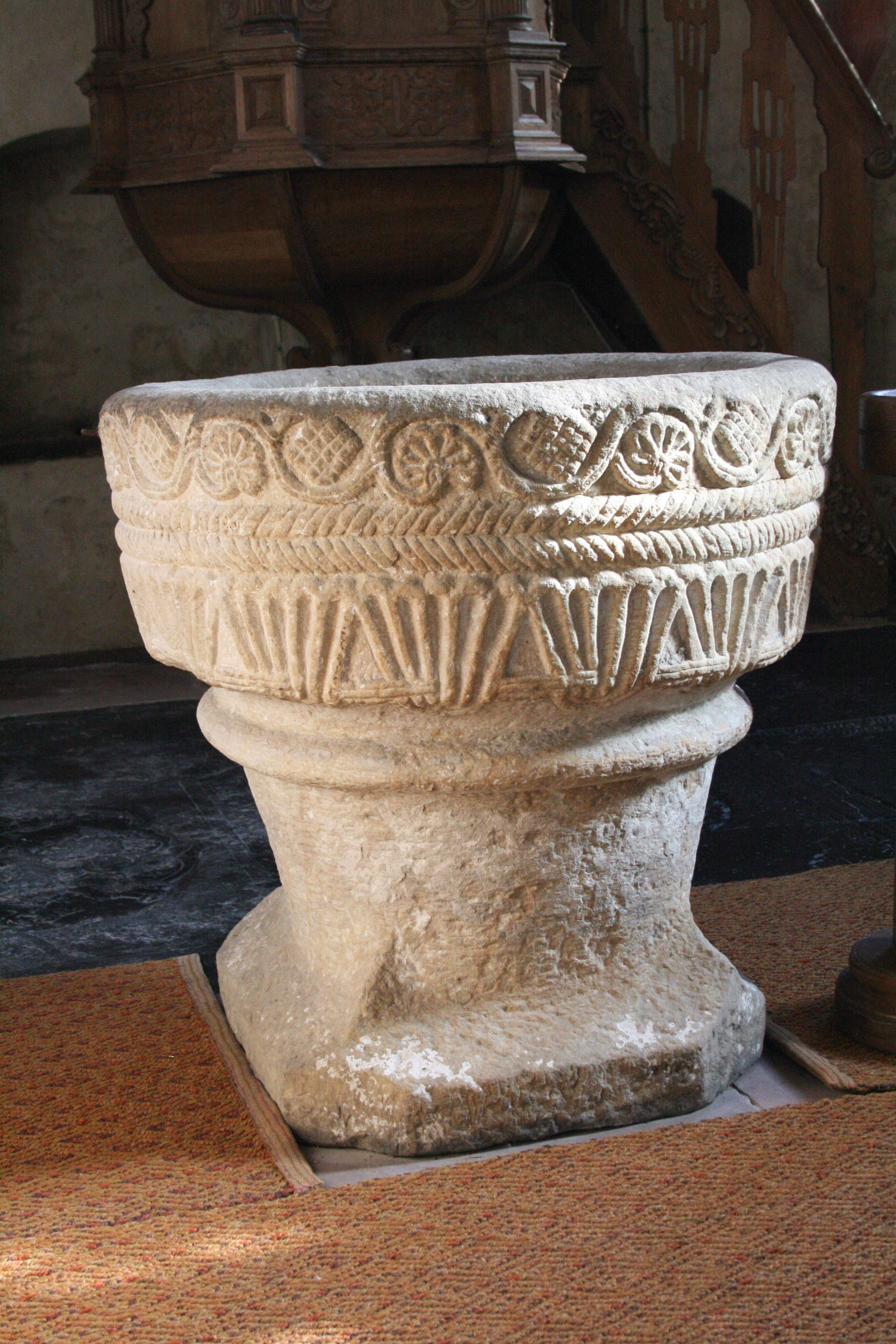
Doopvont
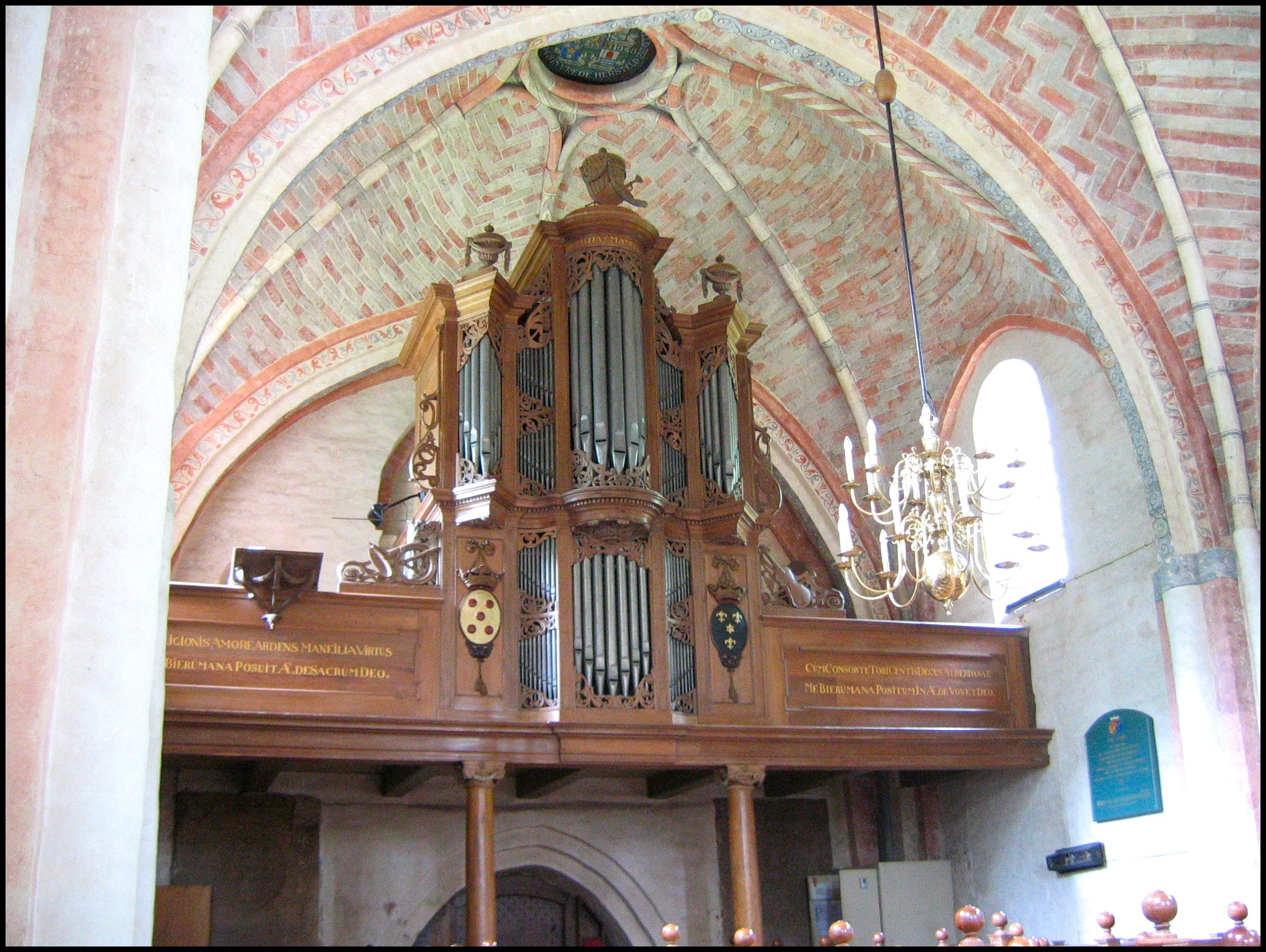
Het Freytag-Snitgerorgel uit 1792
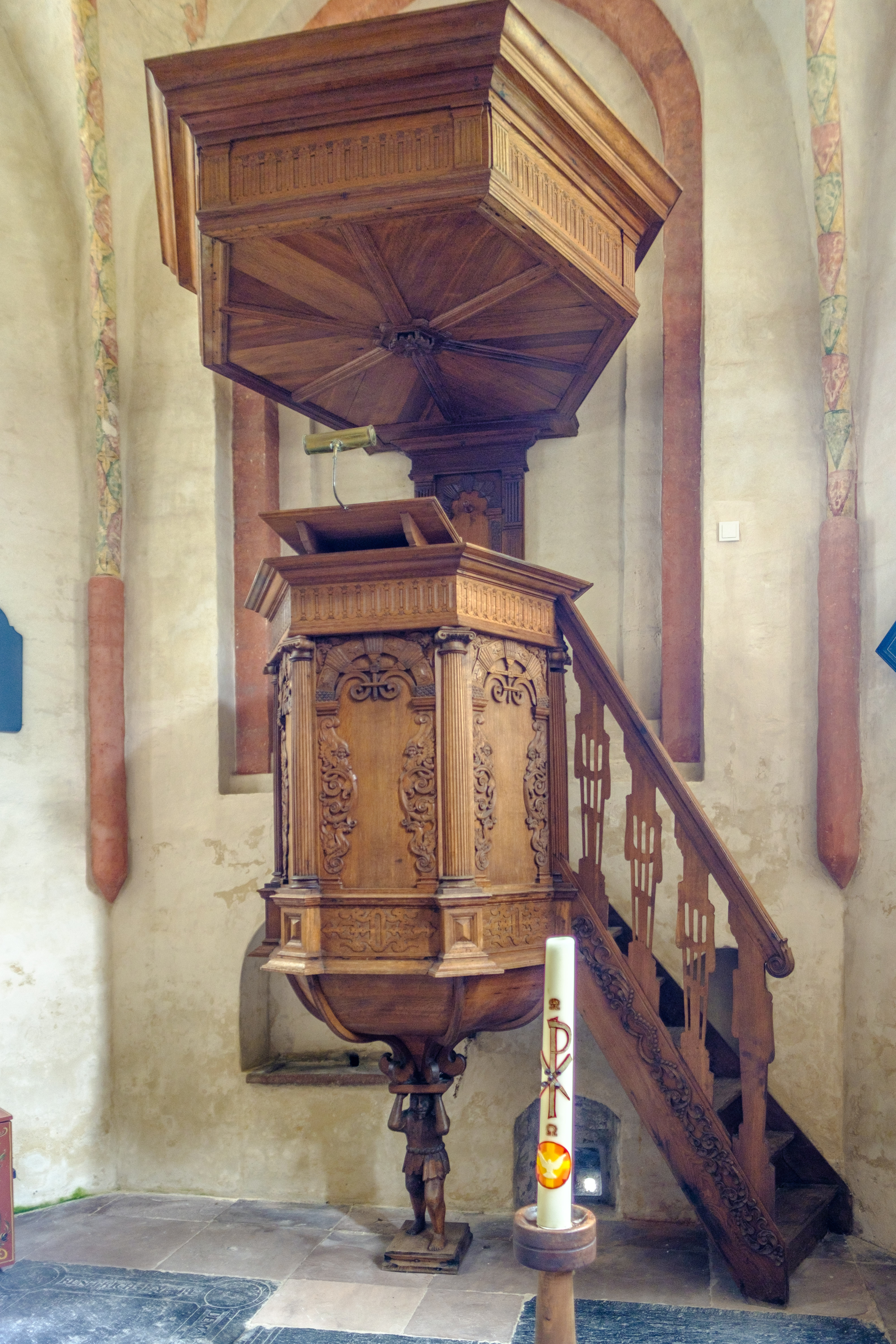
De kansel uit  ca. 1650 werd in 1950 in het koor geplaatst
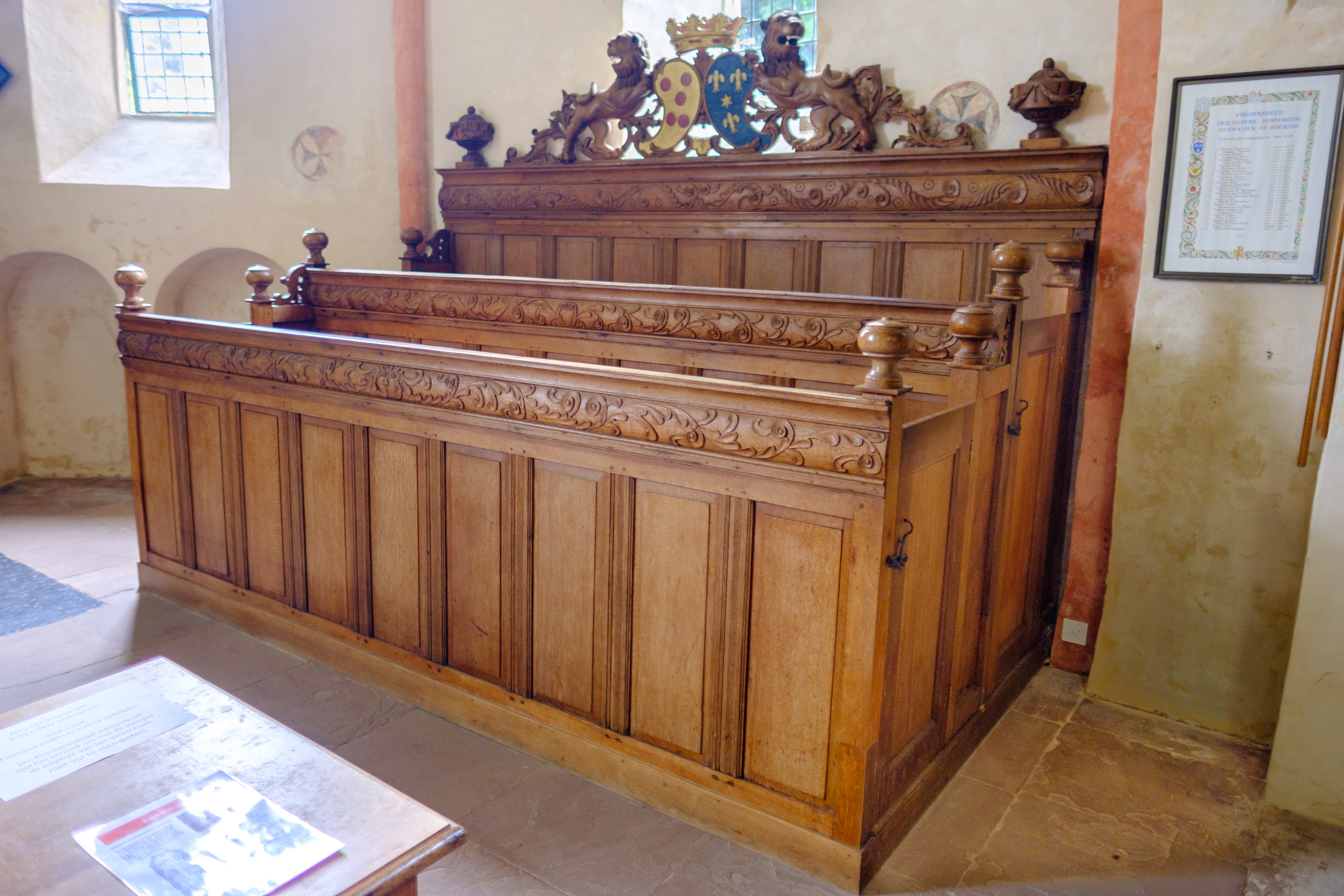
Een van de 18e-eeuwse herenbanken van de familie van de borg Luinga
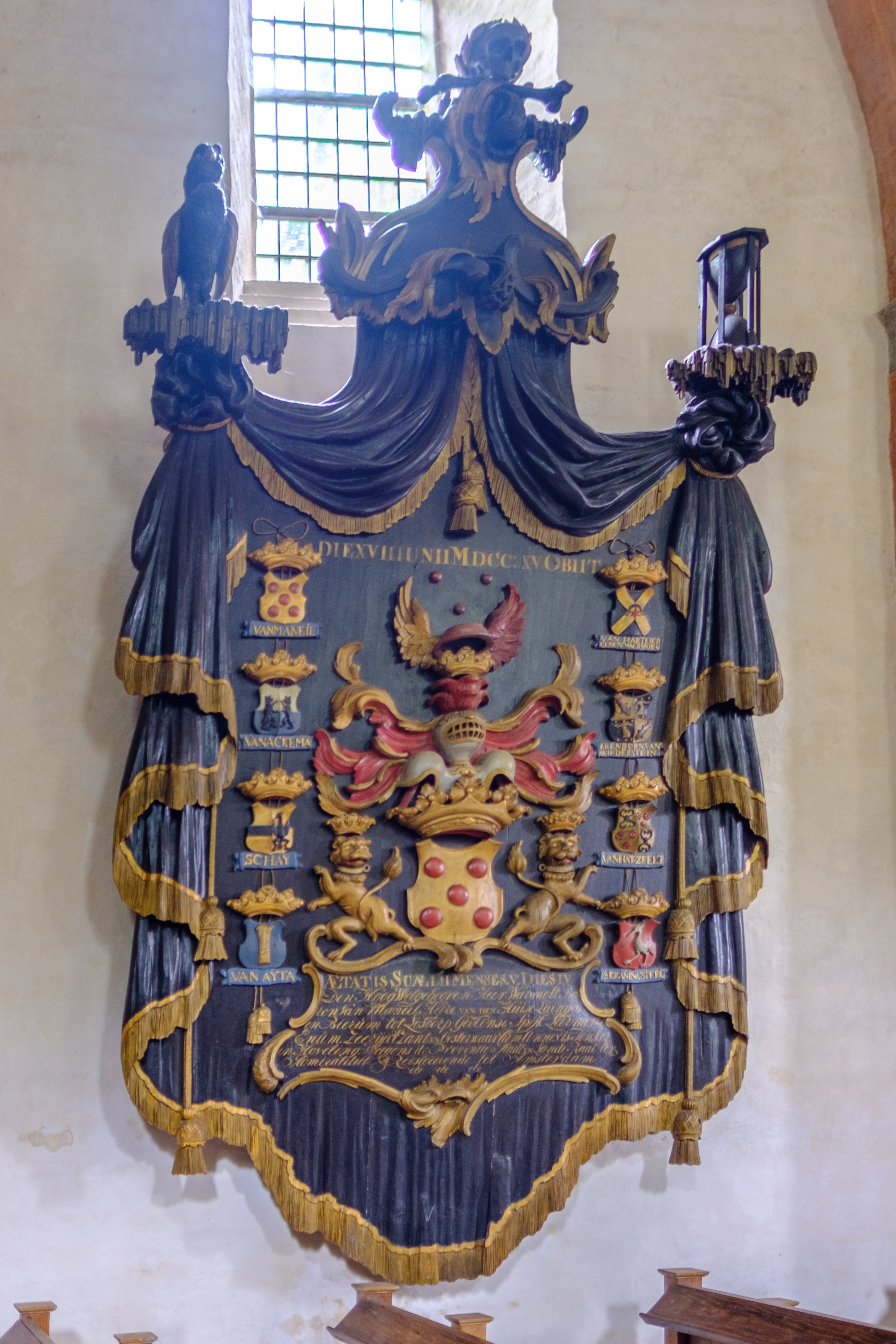
Rouwbord voor Warmolt van Maneil